# 룩셈부르크 국립도서관

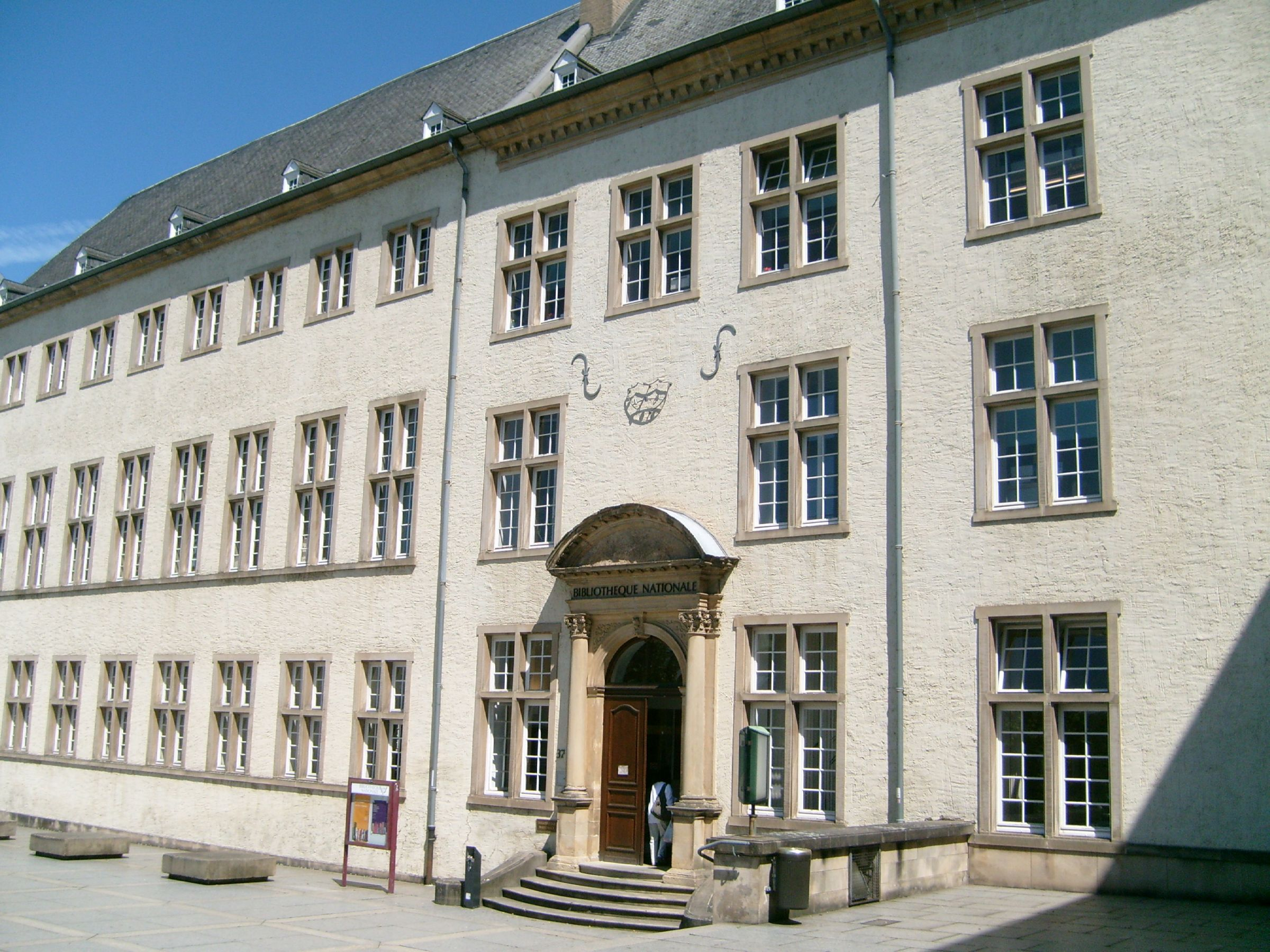
룩셈부르크 국립도서관

룩셈부르크 국립도서관(룩셈부르크어: Lëtzebuerger Nationalbibliothéik)은 룩셈부르크 룩셈부르크 시에 위치한 국립도서관이다.